# Élections municipales de 2014 en Savoie
Les élections municipales en Savoie se sont déroulées les 23 mars et 30 mars 2014.

## Maires sortants et maires élus
Le scrutin est marqué par des changements d’importance. Chambéry, préfecture du département et au PS depuis 2001, est reprise par la droite. La gauche essuie également des revers avec la perte de villes d’importance comme Albertville. Elle abandonne Drumettaz-Clarafond, Grignon, La Bâthie, et Saint-Etienne-de-Cuines. Les écologistes remportent Yenne. La droite gagne à Bassens, Bozel, Le Bourget-du-Lac et Moûtiers. Les centristes (MoDem) se maintiennent à Beaufort, La Ravoire et Vimines , tandis que l’UDI conserve Saint-Jean-de-Maurienne.
| Commune                        | Population | Maire sortant            | Parti | Parti | Maire élu               | Parti | Parti |
| ------------------------------ | ---------- | ------------------------ | ----- | ----- | ----------------------- | ----- | ----- |
| Aiguebelle                     | 1 142      | Hervé Genon              |       | DVG   | Hervé Genon             |       | DVG   |
| Aigueblanche                   | 3 106      | André Pointet            |       | DVG   | André Pointet           |       | DVG   |
| Aime                           | 3 541      | Jean-Pierre Chenu        |       | DVG   | Corine Maironi-Gonthier |       | DVG   |
| Aiton                          | 1 759      | Claudine Daudin          |       | SE    | Claudine Daudin         |       | SE    |
| Aix-les-Bains                  | 28 585     | Dominique Dord           |       | UMP   | Dominique Dord          |       | UMP   |
| Albens                         | 3 371      | Claude Giroud            |       | UMP   | Claude Giroud           |       | UMP   |
| Albertville                    | 18 832     | Philippe Masure          |       | PS    | Martine Berthet         |       | UMP   |
| Barberaz                       | 4 585      | David Dubonnet           |       | UMP   | David Dubonnet          |       | UMP   |
| Barby                          | 3 306      | Catherine Chappuis       |       | PS    | Catherine Chappuis      |       | PS    |
| Bassens                        | 3 788      | Jean-Pierre Burdin       |       | PRG   | Alain Thieffenat        |       | UMP   |
| Beaufort                       | 2 163      | Annick Cressens          |       | MoDem | Annick Cressens         |       | MoDem |
| Bourg-Saint-Maurice            | 7 723      | Jacqueline Poletti       |       | UMP   | Michel Giraudy          |       | DVD   |
| Bozel                          | 2 023      | Christian Seigle-Ferrand |       | DVD   | Jean-Baptiste Martinot  |       |       |
| Brison-Saint-Innocent          | 2 164      | Jean Claude Croze        |       |       | Jean Claude Croze       |       |       |
| Challes-les-Eaux               | 5 100      | Daniel Grosjean          |       | UMP   | Daniel Grosjean         |       | UMP   |
| Chambéry                       | 58 437     | Bernadette Laclais       |       | PS    | Michel Dantin           |       | UMP   |
| Chindrieux                     | 1 266      | Marie-Claire Barbier     |       | SE    | Marie-Claire Barbier    |       | SE    |
| Cognin                         | 5 920      | Florence Vallin-Balas    |       | PS    | Florence Vallin-Balas   |       | PS    |
| Coise-Saint-Jean-Pied-Gauthier | 1 190      | Bernard Frison           |       | DVG   | Bernard Frison          |       | DVG   |
| Cruet                          | 1 036      | Étienne Pilard           |       | SE    | Étienne Pilard          |       | SE    |
| Domessin                       | 1 793      | Gilbert Guigue           |       | SE    | Gilbert Guigue          |       | SE    |
| Drumettaz-Clarafond            | 2 474      | Jean-Louis Sarzier       |       | PS    | Nicolas Jacquier        |       |       |
| Fourneaux                      | 1 677      | François Chemin          |       | PS    | François Chemin         |       | PS    |
| Frontenex                      | 1 677      | Jean-Paul Girard         |       |       | Jean-Paul Girard        |       |       |
| Gilly-sur-Isère                | 2 857      | Pierre Loubet            |       | PS    | Pierre Loubet           |       | PS    |
| Grésy-sur-Aix                  | 4 070      | Robert Clerc             |       | DVD   | Robert Clerc            |       | DVD   |
| Grésy-sur-Isère                | 1 254      | François Gaudin          |       |       | François Gaudin         |       |       |
| Grignon                        | 1 929      | François Rieu            |       | PS    | Stéphanie Caron         |       |       |
| Jacob-Bellecombette            | 3 919      | Brigitte Bochaton        |       | UMP   | Brigitte Bochaton       |       | UMP   |
| La Bâthie                      | 2 118      | Denis Muraz              |       | DVG   | Jean-Pierre André       |       | DVD   |
| La Biolle                      | 2 200      | Jean-Pierre Ginet        |       |       | Jean-Pierre Ginet       |       |       |
| La Bridoire                    | 1 185      | Christian Billard        |       |       | Yves Berthier           |       |       |
| La Chambre                     | 1 158      | Daniel Dufreney          |       | CNIP  | Gérald Durieux          |       |       |
| La Léchère                     | 1 899      | Jean-François Rochaix    |       | PCF   | Jean-François Rochaix   |       | PCF   |
| La Motte-Servolex              | 11 317     | Luc Berthoud             |       | UMP   | Luc Berthoud            |       | UMP   |
| La Ravoire                     | 8 008      | Patrick Mignola          |       | MoDem | Patrick Mignola         |       | MoDem |
| La Rochette                    | 3 546      | André Durand             |       |       | André Durand            |       |       |
| Le Bourget-du-Lac              | 4 446      | Édouard Simonian         |       | PS    | Marie-Pierre François   |       | UMP   |
| Le Pont-de-Beauvoisin          | 2 000      | Raymond Ferraud          |       | PS    | Raymond Ferraud         |       | PS    |
| Les Allues                     | 1 880      | Thierry Monin            |       |       | Thierry Monin           |       |       |
| Les Échelles                   | 1 208      | Cédric Vial              |       | UMP   | Cédric Vial             |       | UMP   |
| Les Marches                    | 2 450      | Guy Gamen                |       |       | Christine Carrel        |       |       |
| Mâcot-la-Plagne                | 1 817      | Richard Broche           |       | SE    | Jean-Luc Boch           |       | SE    |
| Marthod                        | 1 378      | Jean-Paul Carcey         |       | SE    | Denis Hennequin         |       | SE    |
| Mercury                        | 2 893      | Robert Fillion           |       |       | Alain Zoccolo           |       |       |
| Méry                           | 1 462      | Eudes Bouvier            |       | SE    | Eudes Bouvier           |       | SE    |
| Modane                         | 3 351      | Jean-Claude Raffin       |       | DVG   | Jean-Claude Raffin      |       | DVG   |
| Montmélian                     | 4 015      | Béatrice Santais         |       | PS    | Béatrice Santais        |       | PS    |
| Moûtiers                       | 3 779      | Philippe Nivelle         |       | DVD   | Fabrice Pannekoucke     |       | UMP   |
| Mouxy                          | 2 149      | Claude Quard             |       | SE    | Salvator Fazio          |       |       |
| Myans                          | 1 124      | Bernard Besson           |       |       | Jean-Pierre Guillaud    |       |       |
| Novalaise                      | 1 916      | Denis Guillermard        |       |       | Denis Guillermard       |       |       |
| Saint-Alban-Leysse             | 5 689      | Michel Dyen              |       | DVG   | Michel Dyen             |       | DVG   |
| Saint-Baldoph                  | 2 939      | Olivier Fayn             |       |       | Christophe Richel       |       | SE    |
| Saint-Béron                    | 1 571      | Alain Perrot             |       | DVD   | Alain Perrot            |       | DVD   |
| Saint-Bon-Tarentaise           | 1 981      | Gilbert Blanc-Tailleur   |       | UMP   | Philippe Mugnier        |       | UMP   |
| Saint-Étienne-de-Cuines        | 1 197      | Joseph Blanc             |       | PC    | Dominique Lazzaro       |       |       |
| Saint-Genix-sur-Guiers         | 2 278      | Joël Primard             |       |       | Joël Primard            |       |       |
| Saint-Jean-d'Arvey             | 1 480      | Jean-Claude Monin        |       | PS    | Jean-Charles Metras     |       | SE    |
| Saint-Jean-de-Maurienne        | 8 148      | Pierre-Marie Charvoz     |       | UDI   | Pierre-Marie Charvoz    |       | UDI   |
| Saint-Jeoire-Prieuré           | 1 120      | Jean-Marc Léoutre        |       | UMP   | Jean-Marc Léoutre       |       | UMP   |
| Saint-Julien-Mont-Denis        | 1 643      | Marc Tournabien          |       | PS    | Marc Tournabien         |       | PS    |
| Saint-Martin-de-Belleville     | 2 589      | André Plaisance          |       | DVD   | André Plaisance         |       | DVD   |
| Saint-Michel-de-Maurienne      | 2 681      | Jean-Michel Gallioz      |       | DVG   | Jean-Michel Gallioz     |       | DVG   |
| Saint-Pierre-d'Albigny         | 3 756      | Jean-Michel Borgel       |       |       | Michel Bouvier          |       |       |
| Saint-Rémy-de-Maurienne        | 1 270      | Christian Rochette       |       | UMP   | Christian Rochette      |       | UMP   |
| Sainte-Hélène-sur-Isère        | 1 120      | Danielle Goyet           |       |       | Daniel Tavel            |       |       |
| Séez                           | 2 431      | Jean-Louis Grand         |       | SE    | Jean-Luc Penna          |       | SE    |
| Serrières-en-Chautagne         | 1 153      | Noëlle Salaün            |       |       | Denise de March         |       |       |
| Sonnaz                         | 1 559      | Daniel Rochaix           |       | SE    | Daniel Rochaix          |       | SE    |
| Tignes                         | 2 365      | Martine Deschamps        |       |       | Jean-Christophe Vitale  |       |       |
| Tresserve                      | 3 124      | Jean-Claude Loiseau      |       | UMP   | Jean-Claude Loiseau     |       | UMP   |
| Ugine                          | 7 075      | Frank Lombard            |       | DVD   | Frank Lombard           |       | DVD   |
| Val-d'Isère                    | 1 602      | Marc Bauer               |       | SE    | Marc Bauer              |       | SE    |
| Valloire                       | 1 249      | Christian Grange         |       | SE    | Jean Pierre Rougeaux    |       | SE    |
| Vimines                        | 1 808      | Lionel Mithieux          |       | MoDem | Lionel Mithieux         |       | MoDem |
| Viviers-du-Lac                 | 2 088      | Robert Aguettaz          |       | DVG   | Robert Aguettaz         |       | DVG   |
| Voglans                        | 1 695      | Yves Mercier             |       | SE    | Yves Mercier            |       | SE    |
| Yenne                          | 2 960      | Maurice Michaud          |       | DVD   | René Padernoz           |       | EELV  |

## Résultats dans les communes de plus de1 000 habitants

### Aiguebelle
- Maire sortant : Hervé Genon
- 15 sièges à pourvoir au conseil municipal (population légale 2011 : 1 142 habitants)
- 4 sièges à pourvoir au conseil communautaire (CC Porte de Maurienne)

|                          | Hervé Genon *  | SE             | 307 | 100,00 | 15 | 4 |  |  |
|                          |                |                |     |        |    |   |  |  |
| Inscrits                 | Inscrits       | Inscrits       | 671 | 100,00 |    |   |  |  |
| Abstentions              | Abstentions    | Abstentions    | 299 | 44,56  |    |   |  |  |
| Votants                  | Votants        | Votants        | 372 | 55,44  |    |   |  |  |
| Blancs et nuls           | Blancs et nuls | Blancs et nuls | 65  | 17,47  |    |   |  |  |
| Exprimés                 | Exprimés       | Exprimés       | 307 | 82,53  |    |   |  |  |
| * Liste du maire sortant |                |                |     |        |    |   |  |  |

### Aigueblanche
- Maire sortant : André Pointet
- 23 sièges à pourvoir au conseil municipal (population légale 2011 : 3 106 habitants)
- 6 sièges à pourvoir au conseil communautaire (CC des Vallées d'Aigueblanche)

|                          | André Pointet * | SE             | 1 016 | 100,00 | 23 | 6 |  |  |
|                          |                 |                |       |        |    |   |  |  |
| Inscrits                 | Inscrits        | Inscrits       | 2 497 | 100,00 |    |   |  |  |
| Abstentions              | Abstentions     | Abstentions    | 1 212 | 48,54  |    |   |  |  |
| Votants                  | Votants         | Votants        | 1 285 | 51,46  |    |   |  |  |
| Blancs et nuls           | Blancs et nuls  | Blancs et nuls | 269   | 20,93  |    |   |  |  |
| Exprimés                 | Exprimés        | Exprimés       | 1 016 | 79,07  |    |   |  |  |
| * Liste du maire sortant |                 |                |       |        |    |   |  |  |

### Aime
- Maire sortant : Jean-Pierre Chenu
- 27 sièges à pourvoir au conseil municipal (population légale 2011 : 3 541 habitants)
- 8 sièges à pourvoir au conseil communautaire (CC Les Versants d'Aime)

| Tête de liste  | Tête de liste            | Liste          | Premier tour | Premier tour | Second tour | Second tour | Sièges | Sièges |
| Tête de liste  | Tête de liste            | Liste          | Voix         | %            | Voix        | %           | CM     | CC     |
| -------------- | ------------------------ | -------------- | ------------ | ------------ | ----------- | ----------- | ------ | ------ |
|                | Corinne Maironi-Gonthier | SE             | 1 024        | 48,03        | 1 198       | 55,79       | 21     | 6      |
|                | Pascal Valentin          | SE             | 669          | 31,37        | 949         | 44,20       | 6      | 2      |
|                | Jacques Duc              | SE             | 439          | 20,59        |             |             |        |        |
|                |                          |                |              |              |             |             |        |        |
| Inscrits       | Inscrits                 | Inscrits       | 3 101        | 100,00       | 3 101       | 100,00      |        |        |
| Abstentions    | Abstentions              | Abstentions    | 903          | 29,12        | 883         | 28,47       |        |        |
| Votants        | Votants                  | Votants        | 2 198        | 70,88        | 2 218       | 71,53       |        |        |
| Blancs et nuls | Blancs et nuls           | Blancs et nuls | 66           | 3,00         | 71          | 3,20        |        |        |
| Exprimés       | Exprimés                 | Exprimés       | 2 132        | 97,00        | 2 147       | 96,80       |        |        |

### Aiton
- Maire sortant : Claudine Daudin
- 19 sièges à pourvoir au conseil municipal (population légale 2011 : 1 759 habitants)
- 6 sièges à pourvoir au conseil communautaire (CC Porte de Maurienne)

|                          | Claudine Daudin *     | SE             | 327 | 53,25  | 15 | 5 |  |  |
|                          | Georges Saint-germain | SE             | 287 | 46,74  | 4  | 1 |  |  |
|                          |                       |                |     |        |    |   |  |  |
| Inscrits                 | Inscrits              | Inscrits       | 815 | 100,00 |    |   |  |  |
| Abstentions              | Abstentions           | Abstentions    | 183 | 22,45  |    |   |  |  |
| Votants                  | Votants               | Votants        | 632 | 77,55  |    |   |  |  |
| Blancs et nuls           | Blancs et nuls        | Blancs et nuls | 18  | 2,85   |    |   |  |  |
| Exprimés                 | Exprimés              | Exprimés       | 614 | 97,15  |    |   |  |  |
| * Liste du maire sortant |                       |                |     |        |    |   |  |  |

### Aix-les-Bains
- Maire sortant : Dominique Dord (UMP)
- 35 sièges à pourvoir au conseil municipal (population légale 2011 : 28 585 habitants)
- 26 sièges à pourvoir au conseil communautaire (CA Grand Lac)

|                          | Dominique Dord *  | UMP-UDI        | 6 793  | 59,71  | 29 | 22 |  |  |
|                          | Véronique Drapeau | FN             | 1 744  | 15,33  | 2  | 2  |  |  |
|                          | André Gimenez     | DVG            | 1 477  | 12,98  | 2  | 1  |  |  |
|                          | Fabrice Maucci    | FG             | 1 361  | 11,96  | 2  | 1  |  |  |
|                          |                   |                |        |        |    |    |  |  |
| Inscrits                 | Inscrits          | Inscrits       | 20 885 | 100,00 |    |    |  |  |
| Abstentions              | Abstentions       | Abstentions    | 9 193  | 44,02  |    |    |  |  |
| Votants                  | Votants           | Votants        | 11 692 | 55,98  |    |    |  |  |
| Blancs et nuls           | Blancs et nuls    | Blancs et nuls | 317    | 2,71   |    |    |  |  |
| Exprimés                 | Exprimés          | Exprimés       | 11 375 | 97,29  |    |    |  |  |
| * Liste du maire sortant |                   |                |        |        |    |    |  |  |

### Albens
- Maire sortant : Claude Giroud
- 23 sièges à pourvoir au conseil municipal (population légale 2011 : 3 371 habitants)
- 7 sièges à pourvoir au conseil communautaire (CC du Canton d'Albens)

|                          | Claude Giroud * | SE             | 1 024 | 100,00 | 23 | 7 |  |  |
|                          |                 |                |       |        |    |   |  |  |
| Inscrits                 | Inscrits        | Inscrits       | 2 603 | 100,00 |    |   |  |  |
| Abstentions              | Abstentions     | Abstentions    | 1 312 | 50,40  |    |   |  |  |
| Votants                  | Votants         | Votants        | 1 291 | 49,60  |    |   |  |  |
| Blancs et nuls           | Blancs et nuls  | Blancs et nuls | 267   | 20,68  |    |   |  |  |
| Exprimés                 | Exprimés        | Exprimés       | 1 024 | 79,32  |    |   |  |  |
| * Liste du maire sortant |                 |                |       |        |    |   |  |  |

### Albertville
- Maire sortant : Philippe Masure (PS)
- 33 sièges à pourvoir au conseil municipal (population légale 2011 : 18 832 habitants)
- 15 sièges à pourvoir au conseil communautaire (CA Arlysère)

| Tête de liste  | Tête de liste        | Liste          | Premier tour | Premier tour | Second tour | Second tour | Sièges | Sièges |
| Tête de liste  | Tête de liste        | Liste          | Voix         | %            | Voix        | %           | CM     | CC     |
| -------------- | -------------------- | -------------- | ------------ | ------------ | ----------- | ----------- | ------ | ------ |
|                | Martine Berthet      | DVD            | 2 533        | 43,59        | 3 061       | 49,95       | 25     | 12     |
|                | Noëlle Aznar-molliex | PS-EELV        | 1 590        | 27,36        | 2 078       | 33,90       | 6      | 2      |
|                | Michel Batailler     | SE             | 1 217        | 20,94        | 989         | 16,13       | 2      | 1      |
|                | Stéphane Jay         | FG-PCF         | 470          | 8,08         |             |             |        |        |
|                |                      |                |              |              |             |             |        |        |
| Inscrits       | Inscrits             | Inscrits       | 11 385       | 100,00       | 11 386      | 100,00      |        |        |
| Abstentions    | Abstentions          | Abstentions    | 5 383        | 47,28        | 5 095       | 44,75       |        |        |
| Votants        | Votants              | Votants        | 6 002        | 52,72        | 6 291       | 55,25       |        |        |
| Blancs et nuls | Blancs et nuls       | Blancs et nuls | 192          | 3,20         | 163         | 2,59        |        |        |
| Exprimés       | Exprimés             | Exprimés       | 5 810        | 96,80        | 6 128       | 97,41       |        |        |

### Barberaz
- Maire sortant : David Dubonnet
- 27 sièges à pourvoir au conseil municipal (population légale 2011 : 4 585 habitants)
- 3 sièges à pourvoir au conseil communautaire (CA Grand Chambéry)

| Tête de liste            | Tête de liste         | Liste          | Premier tour | Premier tour | Second tour | Second tour | Sièges | Sièges |
| Tête de liste            | Tête de liste         | Liste          | Voix         | %            | Voix        | %           | CM     | CC     |
| ------------------------ | --------------------- | -------------- | ------------ | ------------ | ----------- | ----------- | ------ | ------ |
|                          | David Dubonnet *      | DVD            | 922          | 43,16        | 1 089       | 50,65       | 21     | 2      |
|                          | Jean-Pierre Coudurier | SE             | 842          | 39,41        | 1 061       | 49,34       | 6      | 1      |
|                          | Jérôme Anglade        | SE             | 372          | 17,41        |             |             |        |        |
|                          |                       |                |              |              |             |             |        |        |
| Inscrits                 | Inscrits              | Inscrits       | 3 468        | 100,00       | 3 468       | 100,00      |        |        |
| Abstentions              | Abstentions           | Abstentions    | 1 253        | 36,13        | 1 209       | 34,86       |        |        |
| Votants                  | Votants               | Votants        | 2 215        | 63,87        | 2 259       | 65,14       |        |        |
| Blancs et nuls           | Blancs et nuls        | Blancs et nuls | 79           | 3,57         | 109         | 4,83        |        |        |
| Exprimés                 | Exprimés              | Exprimés       | 2 136        | 96,43        | 2 150       | 95,17       |        |        |
| * Liste du maire sortant |                       |                |              |              |             |             |        |        |

### Barby
- Maire sortant : Catherine Chappuis
- 23 sièges à pourvoir au conseil municipal (population légale 2011 : 3 306 habitants)
- 2 sièges à pourvoir au conseil communautaire (CA Grand Chambéry)

|                          | Catherine Chappuis * | DVG            | 717   | 61,49  | 19 | 2 |  |  |
|                          | Pascal Bouvier       | SE             | 449   | 38,50  | 4  |   |  |  |
|                          |                      |                |       |        |    |   |  |  |
| Inscrits                 | Inscrits             | Inscrits       | 1 907 | 100,00 |    |   |  |  |
| Abstentions              | Abstentions          | Abstentions    | 695   | 36,44  |    |   |  |  |
| Votants                  | Votants              | Votants        | 1 212 | 63,56  |    |   |  |  |
| Blancs et nuls           | Blancs et nuls       | Blancs et nuls | 46    | 3,80   |    |   |  |  |
| Exprimés                 | Exprimés             | Exprimés       | 1 166 | 96,20  |    |   |  |  |
| * Liste du maire sortant |                      |                |       |        |    |   |  |  |

### Bassens
- Maire sortant : Jean-Pierre Burdin
- 27 sièges à pourvoir au conseil municipal (population légale 2011 : 3 788 habitants)
- 2 sièges à pourvoir au conseil communautaire (CA Grand Chambéry)

|                          | Alain Thieffenat     | SE             | 814   | 50,15  | 21 | 2 |  |  |
|                          | Jean-Pierre Burdin * | DVG            | 809   | 49,84  | 6  |   |  |  |
|                          |                      |                |       |        |    |   |  |  |
| Inscrits                 | Inscrits             | Inscrits       | 2 838 | 100,00 |    |   |  |  |
| Abstentions              | Abstentions          | Abstentions    | 1 162 | 40,94  |    |   |  |  |
| Votants                  | Votants              | Votants        | 1 676 | 59,06  |    |   |  |  |
| Blancs et nuls           | Blancs et nuls       | Blancs et nuls | 53    | 3,16   |    |   |  |  |
| Exprimés                 | Exprimés             | Exprimés       | 1 623 | 96,84  |    |   |  |  |
| * Liste du maire sortant |                      |                |       |        |    |   |  |  |

### Beaufort
- Maire sortant : Annick Cressens
- 19 sièges à pourvoir au conseil municipal (population légale 2011 : 2 163 habitants)
- 7 sièges à pourvoir au conseil communautaire (CA Arlysère)

|                          | Annick Cressens * | SE             | 560   | 100,00 | 19 | 7 |  |  |
|                          |                   |                |       |        |    |   |  |  |
| Inscrits                 | Inscrits          | Inscrits       | 1 716 | 100,00 |    |   |  |  |
| Abstentions              | Abstentions       | Abstentions    | 639   | 37,24  |    |   |  |  |
| Votants                  | Votants           | Votants        | 1 077 | 62,76  |    |   |  |  |
| Blancs et nuls           | Blancs et nuls    | Blancs et nuls | 517   | 48,00  |    |   |  |  |
| Exprimés                 | Exprimés          | Exprimés       | 560   | 52,00  |    |   |  |  |
| * Liste du maire sortant |                   |                |       |        |    |   |  |  |

### Bourg-Saint-Maurice
- Maire sortant : Jacqueline Poletti (UMP)
- 29 sièges à pourvoir au conseil municipal (population légale 2011 : 7 723 habitants)
- 7 sièges à pourvoir au conseil communautaire (CC de Haute-Tarentaise)

| Tête de liste  | Tête de liste  | Liste          | Premier tour | Premier tour | Second tour | Second tour | Sièges | Sièges |
| Tête de liste  | Tête de liste  | Liste          | Voix         | %            | Voix        | %           | CM     | CC     |
| -------------- | -------------- | -------------- | ------------ | ------------ | ----------- | ----------- | ------ | ------ |
|                | Michel Giraudy | DVD            | 911          | 30,96        | 1 131       | 35,80       | 20     | 5      |
|                | Louis Garnier  | SE             | 858          | 29,16        | 979         | 30,99       | 4      | 1      |
|                | Éric Minoret   | SE             | 821          | 27,90        | 1 049       | 33,20       | 5      | 1      |
|                | Roger Pugin    | SE             | 352          | 11,96        |             |             |        |        |
|                |                |                |              |              |             |             |        |        |
| Inscrits       | Inscrits       | Inscrits       | 5 092        | 100,00       | 5 092       | 100,00      |        |        |
| Abstentions    | Abstentions    | Abstentions    | 2 001        | 39,30        | 1 799       | 35,33       |        |        |
| Votants        | Votants        | Votants        | 3 091        | 60,70        | 3 293       | 64,67       |        |        |
| Blancs et nuls | Blancs et nuls | Blancs et nuls | 149          | 4,82         | 134         | 4,07        |        |        |
| Exprimés       | Exprimés       | Exprimés       | 2 942        | 95,18        | 3 159       | 95,93       |        |        |

### Bozel
- Maire sortant : Christian Seigle-Ferrand
- 19 sièges à pourvoir au conseil municipal (population légale 2011 : 2 023 habitants)
- 5 sièges à pourvoir au conseil communautaire (CC Val Vanoise)

|                | Jean-Baptiste Martinot | SE             | 570   | 51,81  | 15 | 4 |  |  |
|                | Yves Paccalet          | SE             | 530   | 48,18  | 4  | 1 |  |  |
|                |                        |                |       |        |    |   |  |  |
| Inscrits       | Inscrits               | Inscrits       | 1 625 | 100,00 |    |   |  |  |
| Abstentions    | Abstentions            | Abstentions    | 471   | 28,98  |    |   |  |  |
| Votants        | Votants                | Votants        | 1 154 | 71,02  |    |   |  |  |
| Blancs et nuls | Blancs et nuls         | Blancs et nuls | 54    | 4,68   |    |   |  |  |
| Exprimés       | Exprimés               | Exprimés       | 1 100 | 95,32  |    |   |  |  |

### Brison-Saint-Innocent
- Maire sortant : Jean-Claude Croze
- 19 sièges à pourvoir au conseil municipal (population légale 2011 : 2 164 habitants)
- 2 sièges à pourvoir au conseil communautaire (CA Grand Lac)

|                          | Jean-Claude Croze * | SE             | 881   | 100,00 | 19 | 2 |  |  |
|                          |                     |                |       |        |    |   |  |  |
| Inscrits                 | Inscrits            | Inscrits       | 1 865 | 100,00 |    |   |  |  |
| Abstentions              | Abstentions         | Abstentions    | 832   | 44,61  |    |   |  |  |
| Votants                  | Votants             | Votants        | 1 033 | 55,39  |    |   |  |  |
| Blancs et nuls           | Blancs et nuls      | Blancs et nuls | 152   | 14,71  |    |   |  |  |
| Exprimés                 | Exprimés            | Exprimés       | 881   | 85,29  |    |   |  |  |
| * Liste du maire sortant |                     |                |       |        |    |   |  |  |

### Challes-les-Eaux
- Maire sortant : Daniel Grosjean (UMP)
- 29 sièges à pourvoir au conseil municipal (population légale 2011 : 5 100 habitants)
- 3 sièges à pourvoir au conseil communautaire (CA Grand Chambéry)

|                          | Daniel Grosjean *  | DVD            | 1 354 | 56,27  | 23 | 2 |  |  |
|                          | Jean-Claude Clanet | SE             | 1 052 | 43,72  | 6  | 1 |  |  |
|                          |                    |                |       |        |    |   |  |  |
| Inscrits                 | Inscrits           | Inscrits       | 3 873 | 100,00 |    |   |  |  |
| Abstentions              | Abstentions        | Abstentions    | 1 338 | 34,55  |    |   |  |  |
| Votants                  | Votants            | Votants        | 2 535 | 65,45  |    |   |  |  |
| Blancs et nuls           | Blancs et nuls     | Blancs et nuls | 129   | 5,09   |    |   |  |  |
| Exprimés                 | Exprimés           | Exprimés       | 2 406 | 94,91  |    |   |  |  |
| * Liste du maire sortant |                    |                |       |        |    |   |  |  |

### Chambéry
- Maire sortant : Bernadette Laclais (PS)
- 45 sièges à pourvoir au conseil municipal (population légale 2011 : 58 437 habitants)
- 29 sièges à pourvoir au conseil communautaire (CA Grand Chambéry)

| Tête de liste            | Tête de liste        | Liste          | Premier tour | Premier tour | Second tour | Second tour | Sièges | Sièges |
| Tête de liste            | Tête de liste        | Liste          | Voix         | %            | Voix        | %           | CM     | CC     |
| ------------------------ | -------------------- | -------------- | ------------ | ------------ | ----------- | ----------- | ------ | ------ |
|                          | Michel Dantin        | UMP-UDI        | 8 573        | 49,66        | 10 297      | 54,74       | 35     | 23     |
|                          | Bernadette Laclais * | PS-EELV        | 6 213        | 35,99        | 8 513       | 45,25       | 10     | 6      |
|                          | Guy Fajeau           | PCF            | 1 238        | 7,17         |             |             |        |        |
|                          | Laurent Ripart       | NPA-PG-E!      | 1 238        | 7,17         |             |             |        |        |
|                          |                      |                |              |              |             |             |        |        |
| Inscrits                 | Inscrits             | Inscrits       | 33 028       | 100,00       | 33 028      | 100,00      |        |        |
| Abstentions              | Abstentions          | Abstentions    | 15 080       | 45,66        | 13 479      | 40,81       |        |        |
| Votants                  | Votants              | Votants        | 17 948       | 54,34        | 19 549      | 59,19       |        |        |
| Blancs et nuls           | Blancs et nuls       | Blancs et nuls | 686          | 3,82         | 739         | 3,78        |        |        |
| Exprimés                 | Exprimés             | Exprimés       | 17 262       | 96,18        | 18 810      | 96,22       |        |        |
| * Liste du maire sortant |                      |                |              |              |             |             |        |        |

### Chindrieux
- Maire sortant : Marie-Claire Barbier
- 15 sièges à pourvoir au conseil municipal (population légale 2011 : 1 266 habitants)
- 5 sièges à pourvoir au conseil communautaire (CA Grand Lac)

|                          | Marie-Claire Barbier * | SE             | 463   | 100,00 | 15 | 5 |  |  |
|                          |                        |                |       |        |    |   |  |  |
| Inscrits                 | Inscrits               | Inscrits       | 1 025 | 100,00 |    |   |  |  |
| Abstentions              | Abstentions            | Abstentions    | 453   | 44,20  |    |   |  |  |
| Votants                  | Votants                | Votants        | 572   | 55,80  |    |   |  |  |
| Blancs et nuls           | Blancs et nuls         | Blancs et nuls | 109   | 19,06  |    |   |  |  |
| Exprimés                 | Exprimés               | Exprimés       | 463   | 80,94  |    |   |  |  |
| * Liste du maire sortant |                        |                |       |        |    |   |  |  |

### Cognin
- Maire sortant : Florence Vallin-Balas (PS)
- 29 sièges à pourvoir au conseil municipal (population légale 2011 : 5 920 habitants)
- 3 sièges à pourvoir au conseil communautaire (CA Grand Chambéry)

| Tête de liste            | Tête de liste           | Liste          | Premier tour | Premier tour | Second tour | Second tour | Sièges | Sièges |
| Tête de liste            | Tête de liste           | Liste          | Voix         | %            | Voix        | %           | CM     | CC     |
| ------------------------ | ----------------------- | -------------- | ------------ | ------------ | ----------- | ----------- | ------ | ------ |
|                          | Florence Vallin-Balas * | DVG            | 1 168        | 49,72        | 1 300       | 52,25       | 22     | 2      |
|                          | Emmanuelle Teste        | SE             | 952          | 40,52        | 1 188       | 47,74       | 7      | 1      |
|                          | Renée Laurent           | EXG            | 229          | 9,74         |             |             |        |        |
|                          |                         |                |              |              |             |             |        |        |
| Inscrits                 | Inscrits                | Inscrits       | 4 370        | 100,00       | 4 370       | 100,00      |        |        |
| Abstentions              | Abstentions             | Abstentions    | 1 849        | 42,31        | 1 767       | 40,43       |        |        |
| Votants                  | Votants                 | Votants        | 2 521        | 57,69        | 2 603       | 59,57       |        |        |
| Blancs et nuls           | Blancs et nuls          | Blancs et nuls | 172          | 6,82         | 115         | 4,42        |        |        |
| Exprimés                 | Exprimés                | Exprimés       | 2 349        | 93,18        | 2 488       | 95,58       |        |        |
| * Liste du maire sortant |                         |                |              |              |             |             |        |        |

### Coise-Saint-Jean-Pied-Gauthier
- Maire sortant : Bernard Frison
- 15 sièges à pourvoir au conseil municipal (population légale 2011 : 1 190 habitants)
- 2 sièges à pourvoir au conseil communautaire (CC Cœur de Savoie)

|                          | Bernard Frison * | SE             | 453 | 100,00 | 15 | 2 |  |  |
|                          |                  |                |     |        |    |   |  |  |
| Inscrits                 | Inscrits         | Inscrits       | 950 | 100,00 |    |   |  |  |
| Abstentions              | Abstentions      | Abstentions    | 346 | 36,42  |    |   |  |  |
| Votants                  | Votants          | Votants        | 604 | 63,58  |    |   |  |  |
| Blancs et nuls           | Blancs et nuls   | Blancs et nuls | 151 | 25,00  |    |   |  |  |
| Exprimés                 | Exprimés         | Exprimés       | 453 | 75,00  |    |   |  |  |
| * Liste du maire sortant |                  |                |     |        |    |   |  |  |

### Cruet
- Maire sortant : Étienne Pilard
- 15 sièges à pourvoir au conseil municipal (population légale 2011 : 1 036 habitants)
- 2 sièges à pourvoir au conseil communautaire (CC Cœur de Savoie)

|                          | Étienne Pilard * | SE             | 399 | 100,00 | 15 | 2 |  |  |
|                          |                  |                |     |        |    |   |  |  |
| Inscrits                 | Inscrits         | Inscrits       | 791 | 100,00 |    |   |  |  |
| Abstentions              | Abstentions      | Abstentions    | 266 | 33,63  |    |   |  |  |
| Votants                  | Votants          | Votants        | 525 | 66,37  |    |   |  |  |
| Blancs et nuls           | Blancs et nuls   | Blancs et nuls | 126 | 24,00  |    |   |  |  |
| Exprimés                 | Exprimés         | Exprimés       | 399 | 76,00  |    |   |  |  |
| * Liste du maire sortant |                  |                |     |        |    |   |  |  |

### Domessin
- Maire sortant : Gilbert Guigue
- 19 sièges à pourvoir au conseil municipal (population légale 2011 : 1 793 habitants)
- 4 sièges à pourvoir au conseil communautaire (CC Val Guiers)

|                          | Gilbert Guigue * | SE             | 611   | 100,00 | 19 | 4 |  |  |
|                          |                  |                |       |        |    |   |  |  |
| Inscrits                 | Inscrits         | Inscrits       | 1 456 | 100,00 |    |   |  |  |
| Abstentions              | Abstentions      | Abstentions    | 705   | 48,42  |    |   |  |  |
| Votants                  | Votants          | Votants        | 751   | 51,58  |    |   |  |  |
| Blancs et nuls           | Blancs et nuls   | Blancs et nuls | 140   | 18,64  |    |   |  |  |
| Exprimés                 | Exprimés         | Exprimés       | 611   | 81,36  |    |   |  |  |
| * Liste du maire sortant |                  |                |       |        |    |   |  |  |

### Drumettaz-Clarafond
- Maire sortant : Jean-Louis Sarzier
- 19 sièges à pourvoir au conseil municipal (population légale 2011 : 2 474 habitants)
- 2 sièges à pourvoir au conseil communautaire (CA Grand Lac)

|                | Nicolas Jacquier | SE             | 918   | 100,00 | 19 | 2 |  |  |
|                |                  |                |       |        |    |   |  |  |
| Inscrits       | Inscrits         | Inscrits       | 1 920 | 100,00 |    |   |  |  |
| Abstentions    | Abstentions      | Abstentions    | 829   | 43,18  |    |   |  |  |
| Votants        | Votants          | Votants        | 1 091 | 56,82  |    |   |  |  |
| Blancs et nuls | Blancs et nuls   | Blancs et nuls | 173   | 15,86  |    |   |  |  |
| Exprimés       | Exprimés         | Exprimés       | 918   | 84,14  |    |   |  |  |

### Frontenex
- Maire sortant : Jean-Paul Girard
- 19 sièges à pourvoir au conseil municipal (population légale 2011 : 1 677 habitants)
- 4 sièges à pourvoir au conseil communautaire (CA Arlysère)

|                          | Jean-Paul Girard * | SE             | 471   | 66,52  | 16 | 3 |  |  |
|                          | Denis Badon        | SE             | 237   | 33,47  | 3  | 1 |  |  |
|                          |                    |                |       |        |    |   |  |  |
| Inscrits                 | Inscrits           | Inscrits       | 1 109 | 100,00 |    |   |  |  |
| Abstentions              | Abstentions        | Abstentions    | 373   | 33,63  |    |   |  |  |
| Votants                  | Votants            | Votants        | 736   | 66,37  |    |   |  |  |
| Blancs et nuls           | Blancs et nuls     | Blancs et nuls | 28    | 3,80   |    |   |  |  |
| Exprimés                 | Exprimés           | Exprimés       | 708   | 96,20  |    |   |  |  |
| * Liste du maire sortant |                    |                |       |        |    |   |  |  |

### Gilly-sur-Isère
- Maire sortant : Pierre Loubet
- 23 sièges à pourvoir au conseil municipal (population légale 2011 : 2 857 habitants)
- 5 sièges à pourvoir au conseil communautaire (CA Arlysère)

|                          | Pierre Loubet * | SE             | 843   | 100,00 | 23 | 5 |  |  |
|                          |                 |                |       |        |    |   |  |  |
| Inscrits                 | Inscrits        | Inscrits       | 2 337 | 100,00 |    |   |  |  |
| Abstentions              | Abstentions     | Abstentions    | 1 145 | 48,99  |    |   |  |  |
| Votants                  | Votants         | Votants        | 1 192 | 51,01  |    |   |  |  |
| Blancs et nuls           | Blancs et nuls  | Blancs et nuls | 349   | 29,28  |    |   |  |  |
| Exprimés                 | Exprimés        | Exprimés       | 843   | 70,72  |    |   |  |  |
| * Liste du maire sortant |                 |                |       |        |    |   |  |  |

### Grésy-sur-Aix
- Maire sortant : Robert Clerc
- 27 sièges à pourvoir au conseil municipal (population légale 2011 : 4 070 habitants)
- 3 sièges à pourvoir au conseil communautaire (CA Grand Lac)

|                          | Robert Clerc * | DVD            | 1 309 | 100,00 | 27 | 3 |  |  |
|                          |                |                |       |        |    |   |  |  |
| Inscrits                 | Inscrits       | Inscrits       | 3 122 | 100,00 |    |   |  |  |
| Abstentions              | Abstentions    | Abstentions    | 1 507 | 48,27  |    |   |  |  |
| Votants                  | Votants        | Votants        | 1 615 | 51,73  |    |   |  |  |
| Blancs et nuls           | Blancs et nuls | Blancs et nuls | 306   | 18,95  |    |   |  |  |
| Exprimés                 | Exprimés       | Exprimés       | 1 309 | 81,05  |    |   |  |  |
| * Liste du maire sortant |                |                |       |        |    |   |  |  |

### Grésy-sur-Isère
- Maire sortant : François Gaudin
- 15 sièges à pourvoir au conseil municipal (population légale 2011 : 1 254 habitants)
- 3 sièges à pourvoir au conseil communautaire (CA Arlysère)

|                          | François Gaudin *   | SE             | 436 | 72,18  | 13 | 3 |  |  |
|                          | Stéphane Pellegrini | SE             | 168 | 27,81  | 2  |   |  |  |
|                          |                     |                |     |        |    |   |  |  |
| Inscrits                 | Inscrits            | Inscrits       | 871 | 100,00 |    |   |  |  |
| Abstentions              | Abstentions         | Abstentions    | 234 | 26,87  |    |   |  |  |
| Votants                  | Votants             | Votants        | 637 | 73,13  |    |   |  |  |
| Blancs et nuls           | Blancs et nuls      | Blancs et nuls | 33  | 5,18   |    |   |  |  |
| Exprimés                 | Exprimés            | Exprimés       | 604 | 94,82  |    |   |  |  |
| * Liste du maire sortant |                     |                |     |        |    |   |  |  |

### Grignon
- Maire sortant : François Rieu
- 19 sièges à pourvoir au conseil municipal (population légale 2011 : 1 929 habitants)
- 4 sièges à pourvoir au conseil communautaire (CA Arlysère)

|                          | Stéphanie Caron | SE             | 560   | 59,00  | 15 | 3 |  |  |
|                          | François Rieu * | SE             | 389   | 40,99  | 4  | 1 |  |  |
|                          |                 |                |       |        |    |   |  |  |
| Inscrits                 | Inscrits        | Inscrits       | 1 499 | 100,00 |    |   |  |  |
| Abstentions              | Abstentions     | Abstentions    | 490   | 32,69  |    |   |  |  |
| Votants                  | Votants         | Votants        | 1 009 | 67,31  |    |   |  |  |
| Blancs et nuls           | Blancs et nuls  | Blancs et nuls | 60    | 5,95   |    |   |  |  |
| Exprimés                 | Exprimés        | Exprimés       | 949   | 94,05  |    |   |  |  |
| * Liste du maire sortant |                 |                |       |        |    |   |  |  |

### Jacob-Bellecombette
- Maire sortant : Brigitte Bochaton
- 27 sièges à pourvoir au conseil municipal (population légale 2011 : 3 919 habitants)
- 2 sièges à pourvoir au conseil communautaire (CA Grand Chambéry)

|                          | Brigitte Bochaton * | SE             | 937   | 72,97  | 24 | 2 |  |  |
|                          | Antoine Fatiga      | DVG            | 347   | 27,02  | 3  |   |  |  |
|                          |                     |                |       |        |    |   |  |  |
| Inscrits                 | Inscrits            | Inscrits       | 2 286 | 100,00 |    |   |  |  |
| Abstentions              | Abstentions         | Abstentions    | 955   | 41,78  |    |   |  |  |
| Votants                  | Votants             | Votants        | 1 331 | 58,22  |    |   |  |  |
| Blancs et nuls           | Blancs et nuls      | Blancs et nuls | 47    | 3,53   |    |   |  |  |
| Exprimés                 | Exprimés            | Exprimés       | 1 284 | 96,47  |    |   |  |  |
| * Liste du maire sortant |                     |                |       |        |    |   |  |  |

### La Bâthie
- Maire sortant : Denis Muraz
- 19 sièges à pourvoir au conseil municipal (population légale 2011 : 2 118 habitants)
- 4 sièges à pourvoir au conseil communautaire (CA Arlysère)

| Tête de liste  | Tête de liste     | Liste          | Premier tour | Premier tour | Second tour | Second tour | Sièges | Sièges |
| Tête de liste  | Tête de liste     | Liste          | Voix         | %            | Voix        | %           | CM     | CC     |
| -------------- | ----------------- | -------------- | ------------ | ------------ | ----------- | ----------- | ------ | ------ |
|                | Jean-Pierre André | SE             | 384          | 36,29        | 479         | 41,68       | 14     | 3      |
|                | Pascal Bouvier    | SE             | 359          | 33,93        | 398         | 34,63       | 3      | 1      |
|                | Luc Wuillaume     | SE             | 315          | 29,77        | 272         | 23,67       | 2      |        |
|                |                   |                |              |              |             |             |        |        |
| Inscrits       | Inscrits          | Inscrits       | 1 667        | 100,00       | 1 667       | 100,00      |        |        |
| Abstentions    | Abstentions       | Abstentions    | 573          | 34,37        | 494         | 29,63       |        |        |
| Votants        | Votants           | Votants        | 1 094        | 65,63        | 1 173       | 70,37       |        |        |
| Blancs et nuls | Blancs et nuls    | Blancs et nuls | 36           | 3,29         | 24          | 2,05        |        |        |
| Exprimés       | Exprimés          | Exprimés       | 1 058        | 96,71        | 1 149       | 97,95       |        |        |

### La Biolle
- Maire sortant : Jean-Pierre Ginet
- 19 sièges à pourvoir au conseil municipal (population légale 2011 : 2 200 habitants)
- 5 sièges à pourvoir au conseil communautaire (CA Grand Lac)

|                          | Jean-Pierre Ginet * | SE             | 712   | 100,00 | 19 | 5 |  |  |
|                          |                     |                |       |        |    |   |  |  |
| Inscrits                 | Inscrits            | Inscrits       | 1 769 | 100,00 |    |   |  |  |
| Abstentions              | Abstentions         | Abstentions    | 833   | 47,09  |    |   |  |  |
| Votants                  | Votants             | Votants        | 936   | 52,91  |    |   |  |  |
| Blancs et nuls           | Blancs et nuls      | Blancs et nuls | 224   | 23,93  |    |   |  |  |
| Exprimés                 | Exprimés            | Exprimés       | 712   | 76,07  |    |   |  |  |
| * Liste du maire sortant |                     |                |       |        |    |   |  |  |

### La Bridoire
- Maire sortant : Christian Billard
- 15 sièges à pourvoir au conseil municipal (population légale 2011 : 1 185 habitants)
- 3 sièges à pourvoir au conseil communautaire (CC Val Guiers)

|                | Yves Berthier  | SE             | 331 | 60,07  | 12 | 2 |  |  |
|                | Olivier Tompa  | SE             | 220 | 39,92  | 3  | 1 |  |  |
|                |                |                |     |        |    |   |  |  |
| Inscrits       | Inscrits       | Inscrits       | 876 | 100,00 |    |   |  |  |
| Abstentions    | Abstentions    | Abstentions    | 295 | 33,68  |    |   |  |  |
| Votants        | Votants        | Votants        | 581 | 66,32  |    |   |  |  |
| Blancs et nuls | Blancs et nuls | Blancs et nuls | 30  | 5,16   |    |   |  |  |
| Exprimés       | Exprimés       | Exprimés       | 551 | 94,84  |    |   |  |  |

### La Chambre
- Maire sortant : Daniel Dufreney
- 15 sièges à pourvoir au conseil municipal (population légale 2011 : 1 158 habitants)
- 3 sièges à pourvoir au conseil communautaire (CC du Canton de La Chambre)

|                | Gérald Durieux | SE             | 270 | 50,75  | 12 | 2 |  |  |
|                | Philippe Bost  | SE             | 262 | 49,24  | 3  | 1 |  |  |
|                |                |                |     |        |    |   |  |  |
| Inscrits       | Inscrits       | Inscrits       | 708 | 100,00 |    |   |  |  |
| Abstentions    | Abstentions    | Abstentions    | 141 | 19,92  |    |   |  |  |
| Votants        | Votants        | Votants        | 567 | 80,08  |    |   |  |  |
| Blancs et nuls | Blancs et nuls | Blancs et nuls | 35  | 6,17   |    |   |  |  |
| Exprimés       | Exprimés       | Exprimés       | 532 | 93,83  |    |   |  |  |

### La Léchère
- Maire sortant : Jean-François Rochaix
- 19 sièges à pourvoir au conseil municipal (population légale 2011 : 1 899 habitants)
- 6 sièges à pourvoir au conseil communautaire (CC des Vallées d'Aigueblanche)

|                          | Jean-François Rochaix * | PCF            | 719   | 100,00 | 19 | 6 |  |  |
|                          |                         |                |       |        |    |   |  |  |
| Inscrits                 | Inscrits                | Inscrits       | 1 657 | 100,00 |    |   |  |  |
| Abstentions              | Abstentions             | Abstentions    | 717   | 43,27  |    |   |  |  |
| Votants                  | Votants                 | Votants        | 940   | 56,73  |    |   |  |  |
| Blancs et nuls           | Blancs et nuls          | Blancs et nuls | 221   | 23,51  |    |   |  |  |
| Exprimés                 | Exprimés                | Exprimés       | 719   | 76,49  |    |   |  |  |
| * Liste du maire sortant |                         |                |       |        |    |   |  |  |

### La Motte-Servolex
- Maire sortant : Luc Berthoud (UMP)
- 33 sièges à pourvoir au conseil municipal (population légale 2011 : 11 317 habitants)
- 6 sièges à pourvoir au conseil communautaire (CA Grand Chambéry)

|                          | Luc Berthoud *      | DVD            | 3 637 | 68,21  | 28 | 6 |  |  |
|                          | Jean-Noël Parpillon | DVG            | 960   | 18,00  | 3  |   |  |  |
|                          | Patrick Pendola     | DVD            | 735   | 13,78  | 2  |   |  |  |
|                          |                     |                |       |        |    |   |  |  |
| Inscrits                 | Inscrits            | Inscrits       | 8 410 | 100,00 |    |   |  |  |
| Abstentions              | Abstentions         | Abstentions    | 2 873 | 34,16  |    |   |  |  |
| Votants                  | Votants             | Votants        | 5 537 | 65,84  |    |   |  |  |
| Blancs et nuls           | Blancs et nuls      | Blancs et nuls | 205   | 3,70   |    |   |  |  |
| Exprimés                 | Exprimés            | Exprimés       | 5 332 | 96,30  |    |   |  |  |
| * Liste du maire sortant |                     |                |       |        |    |   |  |  |

### La Ravoire
- Maire sortant : Patrick Mignola (MoDem)
- 29 sièges à pourvoir au conseil municipal (population légale 2011 : 8 008 habitants)
- 4 sièges à pourvoir au conseil communautaire (CA Grand Chambéry)

|                          | Patrick Mignola *  | MoDem          | 2 113 | 67,63  | 25 | 4 |  |  |
|                          | Viviane Coquillaux | DVG            | 1 011 | 32,36  | 4  |   |  |  |
|                          |                    |                |       |        |    |   |  |  |
| Inscrits                 | Inscrits           | Inscrits       | 5 627 | 100,00 |    |   |  |  |
| Abstentions              | Abstentions        | Abstentions    | 2 292 | 40,73  |    |   |  |  |
| Votants                  | Votants            | Votants        | 3 335 | 59,27  |    |   |  |  |
| Blancs et nuls           | Blancs et nuls     | Blancs et nuls | 211   | 6,33   |    |   |  |  |
| Exprimés                 | Exprimés           | Exprimés       | 3 124 | 93,67  |    |   |  |  |
| * Liste du maire sortant |                    |                |       |        |    |   |  |  |

### La Rochette
- Maire sortant : André Durand
- 27 sièges à pourvoir au conseil municipal (population légale 2011 : 3 546 habitants)
- 5 sièges à pourvoir au conseil communautaire (CC Cœur de Savoie)

|                          | André Durand * | SE             | 933   | 63,59  | 22 | 4 |  |  |
|                          | Joseph Morelli | SE             | 534   | 36,40  | 5  | 1 |  |  |
|                          |                |                |       |        |    |   |  |  |
| Inscrits                 | Inscrits       | Inscrits       | 2 399 | 100,00 |    |   |  |  |
| Abstentions              | Abstentions    | Abstentions    | 854   | 35,60  |    |   |  |  |
| Votants                  | Votants        | Votants        | 1 545 | 64,40  |    |   |  |  |
| Blancs et nuls           | Blancs et nuls | Blancs et nuls | 78    | 5,05   |    |   |  |  |
| Exprimés                 | Exprimés       | Exprimés       | 1 467 | 94,95  |    |   |  |  |
| * Liste du maire sortant |                |                |       |        |    |   |  |  |

### Le Bourget-du-Lac
- Maire sortant : Édouard Simonian
- 27 sièges à pourvoir au conseil municipal (population légale 2011 : 4 446 habitants)
- 4 sièges à pourvoir au conseil communautaire (CA Grand Lac)

|                          | Marie-Pierre François | DVD            | 944   | 50,37  | 21 | 3 |  |  |
|                          | Édouard Simonian *    | PS             | 930   | 49,62  | 6  | 1 |  |  |
|                          |                       |                |       |        |    |   |  |  |
| Inscrits                 | Inscrits              | Inscrits       | 2 970 | 100,00 |    |   |  |  |
| Abstentions              | Abstentions           | Abstentions    | 1 024 | 34,48  |    |   |  |  |
| Votants                  | Votants               | Votants        | 1 946 | 65,52  |    |   |  |  |
| Blancs et nuls           | Blancs et nuls        | Blancs et nuls | 72    | 3,70   |    |   |  |  |
| Exprimés                 | Exprimés              | Exprimés       | 1 874 | 96,30  |    |   |  |  |
| * Liste du maire sortant |                       |                |       |        |    |   |  |  |

### Le Pont-de-Beauvoisin
- Maire sortant : Raymond Ferraud
- 19 sièges à pourvoir au conseil municipal (population légale 2011 : 2 000 habitants)
- 5 sièges à pourvoir au conseil communautaire (CC Val Guiers)

|                          | Raymond Ferraud * | DVG            | 403   | 59,88  | 15 | 4 |  |  |
|                          | Jean-Luc Rompion  | DVD            | 270   | 40,11  | 4  | 1 |  |  |
|                          |                   |                |       |        |    |   |  |  |
| Inscrits                 | Inscrits          | Inscrits       | 1 260 | 100,00 |    |   |  |  |
| Abstentions              | Abstentions       | Abstentions    | 549   | 43,57  |    |   |  |  |
| Votants                  | Votants           | Votants        | 711   | 56,43  |    |   |  |  |
| Blancs et nuls           | Blancs et nuls    | Blancs et nuls | 38    | 5,34   |    |   |  |  |
| Exprimés                 | Exprimés          | Exprimés       | 673   | 94,66  |    |   |  |  |
| * Liste du maire sortant |                   |                |       |        |    |   |  |  |

### Les Allues
- Maire sortant : Thierry Monin
- 19 sièges à pourvoir au conseil municipal (population légale 2011 : 1 880 habitants)
- 5 sièges à pourvoir au conseil communautaire (CC Val Vanoise)

| Tête de liste            | Tête de liste   | Liste          | Premier tour | Premier tour | Second tour | Second tour | Sièges | Sièges |
| Tête de liste            | Tête de liste   | Liste          | Voix         | %            | Voix        | %           | CM     | CC     |
| ------------------------ | --------------- | -------------- | ------------ | ------------ | ----------- | ----------- | ------ | ------ |
|                          | Thierry Monin * | SE             | 501          | 47,80        | 578         | 52,02       | 15     | 4      |
|                          | Bernard Front   | SE             | 393          | 37,50        | 428         | 38,52       | 4      | 1      |
|                          | Isabelle Gacon  | SE             | 154          | 14,69        | 105         | 9,45        |        |        |
|                          |                 |                |              |              |             |             |        |        |
| Inscrits                 | Inscrits        | Inscrits       | 1 470        | 100,00       | 1 470       | 100,00      |        |        |
| Abstentions              | Abstentions     | Abstentions    | 383          | 26,05        | 337         | 22,93       |        |        |
| Votants                  | Votants         | Votants        | 1 087        | 73,95        | 1 133       | 77,07       |        |        |
| Blancs et nuls           | Blancs et nuls  | Blancs et nuls | 39           | 3,59         | 22          | 1,94        |        |        |
| Exprimés                 | Exprimés        | Exprimés       | 1 048        | 96,41        | 1 111       | 98,06       |        |        |
| * Liste du maire sortant |                 |                |              |              |             |             |        |        |

### Les Échelles
- Maire sortant : Cédric Vial
- 15 sièges à pourvoir au conseil municipal (population légale 2011 : 1 208 habitants)
- 3 sièges à pourvoir au conseil communautaire (CC Cœur de Chartreuse)

|                          | Cédric Vial *    | SE             | 330 | 53,57  | 12 | 2 |  |  |
|                          | Guillaume Grelin | SE             | 286 | 46,42  | 3  | 1 |  |  |
|                          |                  |                |     |        |    |   |  |  |
| Inscrits                 | Inscrits         | Inscrits       | 853 | 100,00 |    |   |  |  |
| Abstentions              | Abstentions      | Abstentions    | 218 | 25,56  |    |   |  |  |
| Votants                  | Votants          | Votants        | 635 | 74,44  |    |   |  |  |
| Blancs et nuls           | Blancs et nuls   | Blancs et nuls | 19  | 2,99   |    |   |  |  |
| Exprimés                 | Exprimés         | Exprimés       | 616 | 97,01  |    |   |  |  |
| * Liste du maire sortant |                  |                |     |        |    |   |  |  |

### Les Marches
- Maire sortant : Guy Gamen
- 19 sièges à pourvoir au conseil municipal (population légale 2011 : 2 450 habitants)
- 4 sièges à pourvoir au conseil communautaire (CC Cœur de Savoie)

|                | Christine Carrel   | SE             | 740   | 63,19  | 16 | 3 |  |  |
|                | Christian Batardin | SE             | 431   | 36,80  | 3  | 1 |  |  |
|                |                    |                |       |        |    |   |  |  |
| Inscrits       | Inscrits           | Inscrits       | 1 753 | 100,00 |    |   |  |  |
| Abstentions    | Abstentions        | Abstentions    | 535   | 30,52  |    |   |  |  |
| Votants        | Votants            | Votants        | 1 218 | 69,48  |    |   |  |  |
| Blancs et nuls | Blancs et nuls     | Blancs et nuls | 47    | 3,86   |    |   |  |  |
| Exprimés       | Exprimés           | Exprimés       | 1 171 | 96,14  |    |   |  |  |

### Mâcot-la-Plagne
- Maire sortant : Richard Broche
- 19 sièges à pourvoir au conseil municipal (population légale 2011 : 1 817 habitants)
- 6 sièges à pourvoir au conseil communautaire (CC Les Versants d'Aime)

| Tête de liste            | Tête de liste        | Liste          | Premier tour | Premier tour | Second tour | Second tour | Sièges | Sièges |
| Tête de liste            | Tête de liste        | Liste          | Voix         | %            | Voix        | %           | CM     | CC     |
| ------------------------ | -------------------- | -------------- | ------------ | ------------ | ----------- | ----------- | ------ | ------ |
|                          | Jean-Luc Boch        | SE             | 512          | 41,96        | 634         | 48,91       | 15     | 5      |
|                          | Michel Astier Perret | SE             | 369          | 30,24        | 370         | 28,54       | 2      | 1      |
|                          | Richard Broche *     | SE             | 339          | 27,78        | 292         | 22,53       | 2      |        |
|                          |                      |                |              |              |             |             |        |        |
| Inscrits                 | Inscrits             | Inscrits       | 1 688        | 100,00       | 1 688       | 100,00      |        |        |
| Abstentions              | Abstentions          | Abstentions    | 429          | 25,41        | 383         | 22,69       |        |        |
| Votants                  | Votants              | Votants        | 1 259        | 74,59        | 1 305       | 77,31       |        |        |
| Blancs et nuls           | Blancs et nuls       | Blancs et nuls | 39           | 3,10         | 9           | 0,69        |        |        |
| Exprimés                 | Exprimés             | Exprimés       | 1 220        | 96,90        | 1 296       | 99,31       |        |        |
| * Liste du maire sortant |                      |                |              |              |             |             |        |        |

### Marthod
- Maire sortant : Jean-Paul Carcey
- 15 sièges à pourvoir au conseil municipal (population légale 2011 : 1 378 habitants)
- 2 sièges à pourvoir au conseil communautaire (CA Arlysère)

|                | Denis Hennequin | SE             | 398   | 53,42  | 12 | 2 |  |  |
|                | Franck Roubeau  | SE             | 347   | 46,57  | 3  |   |  |  |
|                |                 |                |       |        |    |   |  |  |
| Inscrits       | Inscrits        | Inscrits       | 1 156 | 100,00 |    |   |  |  |
| Abstentions    | Abstentions     | Abstentions    | 358   | 30,97  |    |   |  |  |
| Votants        | Votants         | Votants        | 798   | 69,03  |    |   |  |  |
| Blancs et nuls | Blancs et nuls  | Blancs et nuls | 53    | 6,64   |    |   |  |  |
| Exprimés       | Exprimés        | Exprimés       | 745   | 93,36  |    |   |  |  |

### Mercury
- Maire sortant : Robert Fillion
- 23 sièges à pourvoir au conseil municipal (population légale 2011 : 2 893 habitants)
- 5 sièges à pourvoir au conseil communautaire (CA Arlysère)

|                | Alain Zoccolo  | SE             | 1 009 | 100,00 | 23 | 5 |  |  |
|                |                |                |       |        |    |   |  |  |
| Inscrits       | Inscrits       | Inscrits       | 2 384 | 100,00 |    |   |  |  |
| Abstentions    | Abstentions    | Abstentions    | 1 110 | 46,56  |    |   |  |  |
| Votants        | Votants        | Votants        | 1 274 | 53,44  |    |   |  |  |
| Blancs et nuls | Blancs et nuls | Blancs et nuls | 265   | 20,80  |    |   |  |  |
| Exprimés       | Exprimés       | Exprimés       | 1 009 | 79,20  |    |   |  |  |

### Méry
- Maire sortant : Eudes Bouvier
- 15 sièges à pourvoir au conseil municipal (population légale 2011 : 1 462 habitants)
- 2 sièges à pourvoir au conseil communautaire (CA Grand Lac)

|                          | Eudes Bouvier * | SE             | 612   | 100,00 | 15 | 2 |  |  |
|                          |                 |                |       |        |    |   |  |  |
| Inscrits                 | Inscrits        | Inscrits       | 1 236 | 100,00 |    |   |  |  |
| Abstentions              | Abstentions     | Abstentions    | 535   | 43,28  |    |   |  |  |
| Votants                  | Votants         | Votants        | 701   | 56,72  |    |   |  |  |
| Blancs et nuls           | Blancs et nuls  | Blancs et nuls | 89    | 12,70  |    |   |  |  |
| Exprimés                 | Exprimés        | Exprimés       | 612   | 87,30  |    |   |  |  |
| * Liste du maire sortant |                 |                |       |        |    |   |  |  |

### Modane
- Maire sortant : Jean-Claude Raffin
- 23 sièges à pourvoir au conseil municipal (population légale 2011 : 3 351 habitants)
- 11 sièges à pourvoir au conseil communautaire (CC Haute Maurienne Vanoise)

|                          | Jean-Claude Raffin * | DVG            | 768   | 100,00 | 23 | 11 |  |  |
|                          |                      |                |       |        |    |    |  |  |
| Inscrits                 | Inscrits             | Inscrits       | 2 140 | 100,00 |    |    |  |  |
| Abstentions              | Abstentions          | Abstentions    | 1 131 | 52,85  |    |    |  |  |
| Votants                  | Votants              | Votants        | 1 009 | 47,15  |    |    |  |  |
| Blancs et nuls           | Blancs et nuls       | Blancs et nuls | 241   | 23,89  |    |    |  |  |
| Exprimés                 | Exprimés             | Exprimés       | 768   | 76,11  |    |    |  |  |
| * Liste du maire sortant |                      |                |       |        |    |    |  |  |

### Montmélian
- Maire sortant : Béatrice Santais
- 27 sièges à pourvoir au conseil municipal (population légale 2011 : 4 015 habitants)
- 7 sièges à pourvoir au conseil communautaire (CC Cœur de Savoie)

|                          | Béatrice Santais * | DVG            | 1 027 | 100,00 | 27 | 7 |  |  |
|                          |                    |                |       |        |    |   |  |  |
| Inscrits                 | Inscrits           | Inscrits       | 2 410 | 100,00 |    |   |  |  |
| Abstentions              | Abstentions        | Abstentions    | 1 136 | 47,14  |    |   |  |  |
| Votants                  | Votants            | Votants        | 1 274 | 52,86  |    |   |  |  |
| Blancs et nuls           | Blancs et nuls     | Blancs et nuls | 247   | 19,39  |    |   |  |  |
| Exprimés                 | Exprimés           | Exprimés       | 1 027 | 80,61  |    |   |  |  |
| * Liste du maire sortant |                    |                |       |        |    |   |  |  |

### Moûtiers
- Maire sortant : Philippe Nivelle
- 27 sièges à pourvoir au conseil municipal (population légale 2011 : 3 779 habitants)
- 8 sièges à pourvoir au conseil communautaire (CC Cœur de Tarentaise)

| Tête de liste            | Tête de liste       | Liste          | Premier tour | Premier tour | Second tour | Second tour | Sièges | Sièges |
| Tête de liste            | Tête de liste       | Liste          | Voix         | %            | Voix        | %           | CM     | CC     |
| ------------------------ | ------------------- | -------------- | ------------ | ------------ | ----------- | ----------- | ------ | ------ |
|                          | Fabrice Pannekoucke | DVD            | 443          | 38,22        | 521         | 40,63       | 19     | 6      |
|                          | Philippe Nivelle *  | DVD            | 392          | 33,82        | 481         | 37,51       | 5      | 1      |
|                          | Bernard Gsell       | DVG            | 324          | 27,95        | 280         | 21,84       | 3      | 1      |
|                          |                     |                |              |              |             |             |        |        |
| Inscrits                 | Inscrits            | Inscrits       | 1 858        | 100,00       | 1 858       | 100,00      |        |        |
| Abstentions              | Abstentions         | Abstentions    | 666          | 35,84        | 548         | 29,49       |        |        |
| Votants                  | Votants             | Votants        | 1 192        | 64,16        | 1 310       | 70,51       |        |        |
| Blancs et nuls           | Blancs et nuls      | Blancs et nuls | 33           | 2,77         | 28          | 2,14        |        |        |
| Exprimés                 | Exprimés            | Exprimés       | 1 159        | 97,23        | 1 282       | 97,86       |        |        |
| * Liste du maire sortant |                     |                |              |              |             |             |        |        |

### Mouxy
- Maire sortant : Claude Quard
- 19 sièges à pourvoir au conseil municipal (population légale 2011 : 2 149 habitants)
- 2 sièges à pourvoir au conseil communautaire (CA Grand Lac)

|                | Salvator Fazio      | SE             | 524   | 50,82  | 15 | 2 |  |  |
|                | Jean-Albert Buisson | SE             | 507   | 49,17  | 4  |   |  |  |
|                |                     |                |       |        |    |   |  |  |
| Inscrits       | Inscrits            | Inscrits       | 1 628 | 100,00 |    |   |  |  |
| Abstentions    | Abstentions         | Abstentions    | 540   | 33,17  |    |   |  |  |
| Votants        | Votants             | Votants        | 1 088 | 66,83  |    |   |  |  |
| Blancs et nuls | Blancs et nuls      | Blancs et nuls | 57    | 5,24   |    |   |  |  |
| Exprimés       | Exprimés            | Exprimés       | 1 031 | 94,76  |    |   |  |  |

### Myans
- Maire sortant : Bernard Besson
- 15 sièges à pourvoir au conseil municipal (population légale 2011 : 1 124 habitants)
- 2 sièges à pourvoir au conseil communautaire (CC Cœur de Savoie)

|                | Jean-Pierre Guillaud | SE             | 379 | 64,34  | 13 | 2 |  |  |
|                | Jean Klotzbier       | SE             | 210 | 35,65  | 2  |   |  |  |
|                |                      |                |     |        |    |   |  |  |
| Inscrits       | Inscrits             | Inscrits       | 903 | 100,00 |    |   |  |  |
| Abstentions    | Abstentions          | Abstentions    | 260 | 28,79  |    |   |  |  |
| Votants        | Votants              | Votants        | 643 | 71,21  |    |   |  |  |
| Blancs et nuls | Blancs et nuls       | Blancs et nuls | 54  | 8,40   |    |   |  |  |
| Exprimés       | Exprimés             | Exprimés       | 589 | 91,60  |    |   |  |  |

### Novalaise
- Maire sortant : Denis Guillermard
- 19 sièges à pourvoir au conseil municipal (population légale 2011 : 1 916 habitants)
- 5 sièges à pourvoir au conseil communautaire (CC du Lac d'Aiguebelette)

|                          | Denis Guillermard *         | SE             | 545   | 52,96  | 15 | 4 |  |  |
|                          | Martine Schwartz Née Duport | SE             | 484   | 47,03  | 4  | 1 |  |  |
|                          |                             |                |       |        |    |   |  |  |
| Inscrits                 | Inscrits                    | Inscrits       | 1 458 | 100,00 |    |   |  |  |
| Abstentions              | Abstentions                 | Abstentions    | 397   | 27,23  |    |   |  |  |
| Votants                  | Votants                     | Votants        | 1 061 | 72,77  |    |   |  |  |
| Blancs et nuls           | Blancs et nuls              | Blancs et nuls | 32    | 3,02   |    |   |  |  |
| Exprimés                 | Exprimés                    | Exprimés       | 1 029 | 96,98  |    |   |  |  |
| * Liste du maire sortant |                             |                |       |        |    |   |  |  |

### Saint-Alban-Leysse
- Maire sortant : Michel Dyen (DVG)
- 29 sièges à pourvoir au conseil municipal (population légale 2011 : 5 689 habitants)
- 3 sièges à pourvoir au conseil communautaire (CA Grand Chambéry)

|                          | Michel Dyen *   | DVG            | 1 758 | 65,59  | 24 | 2 |  |  |
|                          | Michel Fournier | SE             | 922   | 34,40  | 5  | 1 |  |  |
|                          |                 |                |       |        |    |   |  |  |
| Inscrits                 | Inscrits        | Inscrits       | 4 485 | 100,00 |    |   |  |  |
| Abstentions              | Abstentions     | Abstentions    | 1 694 | 37,77  |    |   |  |  |
| Votants                  | Votants         | Votants        | 2 791 | 62,23  |    |   |  |  |
| Blancs et nuls           | Blancs et nuls  | Blancs et nuls | 111   | 3,98   |    |   |  |  |
| Exprimés                 | Exprimés        | Exprimés       | 2 680 | 96,02  |    |   |  |  |
| * Liste du maire sortant |                 |                |       |        |    |   |  |  |

### Saint-Baldoph
- Maire sortant : Olivier Fayn
- 23 sièges à pourvoir au conseil municipal (population légale 2011 : 2 939 habitants)
- 2 sièges à pourvoir au conseil communautaire (CA Grand Chambéry)

|                | Christophe Richel   | SE             | 854   | 56,93  | 18 | 2 |  |  |
|                | Jean-Jacques Fresko | SE             | 394   | 26,26  | 3  |   |  |  |
|                | Odile Grumel        | SE             | 252   | 16,80  | 2  |   |  |  |
|                |                     |                |       |        |    |   |  |  |
| Inscrits       | Inscrits            | Inscrits       | 2 263 | 100,00 |    |   |  |  |
| Abstentions    | Abstentions         | Abstentions    | 722   | 31,90  |    |   |  |  |
| Votants        | Votants             | Votants        | 1 541 | 68,10  |    |   |  |  |
| Blancs et nuls | Blancs et nuls      | Blancs et nuls | 41    | 2,66   |    |   |  |  |
| Exprimés       | Exprimés            | Exprimés       | 1 500 | 97,34  |    |   |  |  |

### Saint-Béron
- Maire sortant : Alain Perrot
- 19 sièges à pourvoir au conseil municipal (population légale 2011 : 1 571 habitants)
- 4 sièges à pourvoir au conseil communautaire (CC Val Guiers)

|                          | Alain Perrot *   | SE             | 411   | 52,89  | 15 | 3 |  |  |
|                          | Dominique Combaz | SE             | 366   | 47,10  | 4  | 1 |  |  |
|                          |                  |                |       |        |    |   |  |  |
| Inscrits                 | Inscrits         | Inscrits       | 1 234 | 100,00 |    |   |  |  |
| Abstentions              | Abstentions      | Abstentions    | 401   | 32,50  |    |   |  |  |
| Votants                  | Votants          | Votants        | 833   | 67,50  |    |   |  |  |
| Blancs et nuls           | Blancs et nuls   | Blancs et nuls | 56    | 6,72   |    |   |  |  |
| Exprimés                 | Exprimés         | Exprimés       | 777   | 93,28  |    |   |  |  |
| * Liste du maire sortant |                  |                |       |        |    |   |  |  |

### Saint-Bon-Tarentaise
- Maire sortant : Gilbert Blanc-Tailleur
- 19 sièges à pourvoir au conseil municipal (population légale 2011 : 1 981 habitants)
- 5 sièges à pourvoir au conseil communautaire (CC Val Vanoise Tarentaise)

| Tête de liste            | Tête de liste            | Liste          | Premier tour | Premier tour | Second tour | Second tour | Sièges | Sièges |
| Tête de liste            | Tête de liste            | Liste          | Voix         | %            | Voix        | %           | CM     | CC     |
| ------------------------ | ------------------------ | -------------- | ------------ | ------------ | ----------- | ----------- | ------ | ------ |
|                          | Philippe Mugnier         | SE             | 489          | 40,71        | 583         | 44,91       | 14     | 4      |
|                          | Gilbert Blanc-Tailleur * | SE             | 446          | 37,13        | 540         | 41,60       | 4      | 1      |
|                          | Valérie Depoulain        | SE             | 266          | 22,14        | 175         | 13,48       | 1      |        |
|                          |                          |                |              |              |             |             |        |        |
| Inscrits                 | Inscrits                 | Inscrits       | 1 623        | 100,00       | 1 623       | 100,00      |        |        |
| Abstentions              | Abstentions              | Abstentions    | 385          | 23,72        | 306         | 18,85       |        |        |
| Votants                  | Votants                  | Votants        | 1 238        | 76,28        | 1 317       | 81,15       |        |        |
| Blancs et nuls           | Blancs et nuls           | Blancs et nuls | 37           | 2,99         | 19          | 1,44        |        |        |
| Exprimés                 | Exprimés                 | Exprimés       | 1 201        | 97,01        | 1 298       | 98,56       |        |        |
| * Liste du maire sortant |                          |                |              |              |             |             |        |        |

### Saint-Étienne-de-Cuines
- Maire sortant : Joseph Blanc
- 15 sièges à pourvoir au conseil municipal (population légale 2011 : 1 197 habitants)
- 3 sièges à pourvoir au conseil communautaire (CC du Canton de La Chambre)

|                | Dominique Lazzaro | SE             | 344 | 50,88  | 12 | 2 |  |  |
|                | Alain Jamen       | SE             | 332 | 49,11  | 3  | 1 |  |  |
|                |                   |                |     |        |    |   |  |  |
| Inscrits       | Inscrits          | Inscrits       | 969 | 100,00 |    |   |  |  |
| Abstentions    | Abstentions       | Abstentions    | 271 | 27,97  |    |   |  |  |
| Votants        | Votants           | Votants        | 698 | 72,03  |    |   |  |  |
| Blancs et nuls | Blancs et nuls    | Blancs et nuls | 22  | 3,15   |    |   |  |  |
| Exprimés       | Exprimés          | Exprimés       | 676 | 96,85  |    |   |  |  |

### Saint-Genix-sur-Guiers
- Maire sortant : Joël Primard
- 19 sièges à pourvoir au conseil municipal (population légale 2011 : 2 278 habitants)
- 5 sièges à pourvoir au conseil communautaire (CC Val Guiers)

|                          | Joël Primard * | SE             | 567   | 55,31  | 15 | 4 |  |  |
|                          | Romain Bavuz   | SE             | 458   | 44,68  | 4  | 1 |  |  |
|                          |                |                |       |        |    |   |  |  |
| Inscrits                 | Inscrits       | Inscrits       | 1 592 | 100,00 |    |   |  |  |
| Abstentions              | Abstentions    | Abstentions    | 517   | 32,47  |    |   |  |  |
| Votants                  | Votants        | Votants        | 1 075 | 67,53  |    |   |  |  |
| Blancs et nuls           | Blancs et nuls | Blancs et nuls | 50    | 4,65   |    |   |  |  |
| Exprimés                 | Exprimés       | Exprimés       | 1 025 | 95,35  |    |   |  |  |
| * Liste du maire sortant |                |                |       |        |    |   |  |  |

### Saint-Jean-d'Arvey
- Maire sortant : Jean-Claude Monin
- 15 sièges à pourvoir au conseil municipal (population légale 2011 : 1 480 habitants)
- 2 sièges à pourvoir au conseil communautaire (CA Grand Chambéry)

|                | Jean-Charles Metras | SE             | 578   | 62,01  | 12 | 2 |  |  |
|                | Jean-Louis Therme   | SE             | 354   | 37,98  | 3  |   |  |  |
|                |                     |                |       |        |    |   |  |  |
| Inscrits       | Inscrits            | Inscrits       | 1 314 | 100,00 |    |   |  |  |
| Abstentions    | Abstentions         | Abstentions    | 350   | 26,64  |    |   |  |  |
| Votants        | Votants             | Votants        | 964   | 73,36  |    |   |  |  |
| Blancs et nuls | Blancs et nuls      | Blancs et nuls | 32    | 3,32   |    |   |  |  |
| Exprimés       | Exprimés            | Exprimés       | 932   | 96,68  |    |   |  |  |

### Saint-Jean-de-Maurienne
- Maire sortant : Pierre-Marie Charvoz (UDI)
- 29 sièges à pourvoir au conseil municipal (population légale 2011 : 8 148 habitants)
- 14 sièges à pourvoir au conseil communautaire (CC Cœur de Maurienne Arvan)

| Tête de liste            | Tête de liste           | Liste          | Premier tour | Premier tour | Second tour | Second tour | Sièges | Sièges |
| Tête de liste            | Tête de liste           | Liste          | Voix         | %            | Voix        | %           | CM     | CC     |
| ------------------------ | ----------------------- | -------------- | ------------ | ------------ | ----------- | ----------- | ------ | ------ |
|                          | Pierre-Marie Charvoz *  | DVD            | 1 500        | 47,14        | 1 861       | 56,47       | 23     | 11     |
|                          | Philippe Rollet         | DVG            | 1 175        | 36,92        | 1 434       | 43,52       | 6      | 3      |
|                          | Florence Arnoux Le Bras | SE             | 507          | 15,93        |             |             |        |        |
|                          |                         |                |              |              |             |             |        |        |
| Inscrits                 | Inscrits                | Inscrits       | 5 116        | 100,00       | 5 116       | 100,00      |        |        |
| Abstentions              | Abstentions             | Abstentions    | 1 812        | 35,42        | 1 665       | 32,54       |        |        |
| Votants                  | Votants                 | Votants        | 3 304        | 64,58        | 3 451       | 67,46       |        |        |
| Blancs et nuls           | Blancs et nuls          | Blancs et nuls | 122          | 3,69         | 156         | 4,52        |        |        |
| Exprimés                 | Exprimés                | Exprimés       | 3 182        | 96,31        | 3 295       | 95,48       |        |        |
| * Liste du maire sortant |                         |                |              |              |             |             |        |        |

### Saint-Jeoire-Prieuré
- Maire sortant : Jean-Marc Léoutre
- 15 sièges à pourvoir au conseil municipal (population légale 2011 : 1 120 habitants)
- 2 sièges à pourvoir au conseil communautaire (CA Grand Chambéry)

|                          | Jean-Marc Léoutre * | SE             | 506 | 100,00 | 15 | 2 |  |  |
|                          |                     |                |     |        |    |   |  |  |
| Inscrits                 | Inscrits            | Inscrits       | 936 | 100,00 |    |   |  |  |
| Abstentions              | Abstentions         | Abstentions    | 350 | 37,39  |    |   |  |  |
| Votants                  | Votants             | Votants        | 586 | 62,61  |    |   |  |  |
| Blancs et nuls           | Blancs et nuls      | Blancs et nuls | 80  | 13,65  |    |   |  |  |
| Exprimés                 | Exprimés            | Exprimés       | 506 | 86,35  |    |   |  |  |
| * Liste du maire sortant |                     |                |     |        |    |   |  |  |

### Saint-Julien-Mont-Denis
- Maire sortant : Marc Tournabien
- 19 sièges à pourvoir au conseil municipal (population légale 2011 : 1 643 habitants)
- 6 sièges à pourvoir au conseil communautaire (CC Cœur de Maurienne Arvan)

|                          | Marc Tournabien * | DVG            | 606   | 67,03  | 16 | 5 |  |  |
|                          | Patrick Leseurre  | SE             | 298   | 32,96  | 3  | 1 |  |  |
|                          |                   |                |       |        |    |   |  |  |
| Inscrits                 | Inscrits          | Inscrits       | 1 240 | 100,00 |    |   |  |  |
| Abstentions              | Abstentions       | Abstentions    | 282   | 22,74  |    |   |  |  |
| Votants                  | Votants           | Votants        | 958   | 77,26  |    |   |  |  |
| Blancs et nuls           | Blancs et nuls    | Blancs et nuls | 54    | 5,64   |    |   |  |  |
| Exprimés                 | Exprimés          | Exprimés       | 904   | 94,36  |    |   |  |  |
| * Liste du maire sortant |                   |                |       |        |    |   |  |  |

### Saint-Martin-de-Belleville
- Maire sortant : André Plaisance
- 23 sièges à pourvoir au conseil municipal (population légale 2011 : 2 589 habitants)
- 8 sièges à pourvoir au conseil communautaire (CC Cœur de Tarentaise)

|                          | André Plaisance * | DVD            | 679   | 100,00 | 23 | 8 |  |  |
|                          |                   |                |       |        |    |   |  |  |
| Inscrits                 | Inscrits          | Inscrits       | 2 218 | 100,00 |    |   |  |  |
| Abstentions              | Abstentions       | Abstentions    | 1 151 | 51,89  |    |   |  |  |
| Votants                  | Votants           | Votants        | 1 067 | 48,11  |    |   |  |  |
| Blancs et nuls           | Blancs et nuls    | Blancs et nuls | 388   | 36,36  |    |   |  |  |
| Exprimés                 | Exprimés          | Exprimés       | 679   | 63,64  |    |   |  |  |
| * Liste du maire sortant |                   |                |       |        |    |   |  |  |

### Saint-Michel-de-Maurienne
- Maire sortant : Jean-Michel Gallioz
- 23 sièges à pourvoir au conseil municipal (population légale 2011 : 2 681 habitants)
- 8 sièges à pourvoir au conseil communautaire (CC Maurienne-Galibier)

|                          | Jean-Michel Gallioz * | DVG            | 625   | 51,91  | 18 | 6 |  |  |
|                          | Gaëtan Mancuso        | SE             | 579   | 48,08  | 5  | 2 |  |  |
|                          |                       |                |       |        |    |   |  |  |
| Inscrits                 | Inscrits              | Inscrits       | 1 904 | 100,00 |    |   |  |  |
| Abstentions              | Abstentions           | Abstentions    | 637   | 33,46  |    |   |  |  |
| Votants                  | Votants               | Votants        | 1 267 | 66,54  |    |   |  |  |
| Blancs et nuls           | Blancs et nuls        | Blancs et nuls | 63    | 4,97   |    |   |  |  |
| Exprimés                 | Exprimés              | Exprimés       | 1 204 | 95,03  |    |   |  |  |
| * Liste du maire sortant |                       |                |       |        |    |   |  |  |

### Saint-Pierre-d'Albigny
- Maire sortant : Jean-Michel Borgel
- 27 sièges à pourvoir au conseil municipal (population légale 2011 : 3 756 habitants)
- 6 sièges à pourvoir au conseil communautaire (CC Cœur de Savoie)

|                | Michel Bouvier    | SE             | 938   | 50,37  | 21 | 5 |  |  |
|                | Christiane Brunet | SE             | 924   | 49,62  | 6  | 1 |  |  |
|                |                   |                |       |        |    |   |  |  |
| Inscrits       | Inscrits          | Inscrits       | 2 722 | 100,00 |    |   |  |  |
| Abstentions    | Abstentions       | Abstentions    | 781   | 28,69  |    |   |  |  |
| Votants        | Votants           | Votants        | 1 941 | 71,31  |    |   |  |  |
| Blancs et nuls | Blancs et nuls    | Blancs et nuls | 79    | 4,07   |    |   |  |  |
| Exprimés       | Exprimés          | Exprimés       | 1 862 | 95,93  |    |   |  |  |

### Saint-Rémy-de-Maurienne
- Maire sortant : Christian Rochette
- 15 sièges à pourvoir au conseil municipal (population légale 2011 : 1 270 habitants)
- 3 sièges à pourvoir au conseil communautaire (CC du Canton de La Chambre)

|                          | Christian Rochette * | SE             | 480   | 62,09  | 12 | 2 |  |  |
|                          | France Pernet        | SE             | 293   | 37,90  | 3  | 1 |  |  |
|                          |                      |                |       |        |    |   |  |  |
| Inscrits                 | Inscrits             | Inscrits       | 1 016 | 100,00 |    |   |  |  |
| Abstentions              | Abstentions          | Abstentions    | 208   | 20,47  |    |   |  |  |
| Votants                  | Votants              | Votants        | 808   | 79,53  |    |   |  |  |
| Blancs et nuls           | Blancs et nuls       | Blancs et nuls | 35    | 4,33   |    |   |  |  |
| Exprimés                 | Exprimés             | Exprimés       | 773   | 95,67  |    |   |  |  |
| * Liste du maire sortant |                      |                |       |        |    |   |  |  |

### Sainte-Hélène-sur-Isère
- Maire sortant : Danielle Goyet
- 15 sièges à pourvoir au conseil municipal (population légale 2011 : 1 120 habitants)
- 3 sièges à pourvoir au conseil communautaire (CA Arlysère)

|                          | Daniel Tavel     | SE             | 310 | 50,08  | 12 | 2 |  |  |
|                          | Danielle Goyet * | SE             | 309 | 49,91  | 3  | 1 |  |  |
|                          |                  |                |     |        |    |   |  |  |
| Inscrits                 | Inscrits         | Inscrits       | 848 | 100,00 |    |   |  |  |
| Abstentions              | Abstentions      | Abstentions    | 201 | 23,70  |    |   |  |  |
| Votants                  | Votants          | Votants        | 647 | 76,30  |    |   |  |  |
| Blancs et nuls           | Blancs et nuls   | Blancs et nuls | 28  | 4,33   |    |   |  |  |
| Exprimés                 | Exprimés         | Exprimés       | 619 | 95,67  |    |   |  |  |
| * Liste du maire sortant |                  |                |     |        |    |   |  |  |

Les résultats ont fait l'objet d'un arbitrage de la part du tribunal administratif, Daniel Tavel ayant reçu procuration de la part d'une habitante morte le jour des élections et les candidats n'étant justement séparés que d'une voix.

### Séez
- Maire sortant : Jean-Louis Grand
- 19 sièges à pourvoir au conseil municipal (population légale 2011 : 2 431 habitants)
- 5 sièges à pourvoir au conseil communautaire (CC de Haute-Tarentaise)

|                | Jean-Luc Penna     | SE             | 758   | 72,88  | 17 | 5 |  |  |
|                | Christiane Jaymond | SE             | 282   | 27,11  | 2  |   |  |  |
|                |                    |                |       |        |    |   |  |  |
| Inscrits       | Inscrits           | Inscrits       | 1 615 | 100,00 |    |   |  |  |
| Abstentions    | Abstentions        | Abstentions    | 498   | 30,84  |    |   |  |  |
| Votants        | Votants            | Votants        | 1 117 | 69,16  |    |   |  |  |
| Blancs et nuls | Blancs et nuls     | Blancs et nuls | 77    | 6,89   |    |   |  |  |
| Exprimés       | Exprimés           | Exprimés       | 1 040 | 93,11  |    |   |  |  |

### Serrières-en-Chautagne
- Maire sortant : Noëlle Salaün
- 15 sièges à pourvoir au conseil municipal (population légale 2011 : 1 153 habitants)
- 5 sièges à pourvoir au conseil communautaire (CA Grand Lac)

|                | Denise De March | SE             | 317 | 54,56  | 12 | 4 |  |  |
|                | Nicolas Deprez  | SE             | 264 | 45,43  | 3  | 1 |  |  |
|                |                 |                |     |        |    |   |  |  |
| Inscrits       | Inscrits        | Inscrits       | 811 | 100,00 |    |   |  |  |
| Abstentions    | Abstentions     | Abstentions    | 207 | 25,52  |    |   |  |  |
| Votants        | Votants         | Votants        | 604 | 74,48  |    |   |  |  |
| Blancs et nuls | Blancs et nuls  | Blancs et nuls | 23  | 3,81   |    |   |  |  |
| Exprimés       | Exprimés        | Exprimés       | 581 | 96,19  |    |   |  |  |

### Sonnaz
- Maire sortant : Daniel Rochaix
- 19 sièges à pourvoir au conseil municipal (population légale 2011 : 1 559 habitants)
- 2 sièges à pourvoir au conseil communautaire (CA Grand Chambéry)

|                          | Daniel Rochaix * | SE             | 538   | 100,00 | 19 | 2 |  |  |
|                          |                  |                |       |        |    |   |  |  |
| Inscrits                 | Inscrits         | Inscrits       | 1 203 | 100,00 |    |   |  |  |
| Abstentions              | Abstentions      | Abstentions    | 535   | 44,47  |    |   |  |  |
| Votants                  | Votants          | Votants        | 668   | 55,53  |    |   |  |  |
| Blancs et nuls           | Blancs et nuls   | Blancs et nuls | 130   | 19,46  |    |   |  |  |
| Exprimés                 | Exprimés         | Exprimés       | 538   | 80,54  |    |   |  |  |
| * Liste du maire sortant |                  |                |       |        |    |   |  |  |

### Tignes
- Maire sortant : Martine Deschamps
- 19 sièges à pourvoir au conseil municipal (population légale 2011 : 2 365 habitants)
- 5 sièges à pourvoir au conseil communautaire (CC de Haute-Tarentaise)

| Tête de liste  | Tête de liste          | Liste          | Premier tour | Premier tour | Second tour | Second tour | Sièges | Sièges |
| Tête de liste  | Tête de liste          | Liste          | Voix         | %            | Voix        | %           | CM     | CC     |
| -------------- | ---------------------- | -------------- | ------------ | ------------ | ----------- | ----------- | ------ | ------ |
|                | Gilles Mazzega         | SE             | 557          | 45,21        | 635         | 49,49       | 4      | 1      |
|                | Gérard Schubert        | SE             | 345          | 28,00        |             |             |        |        |
|                | Jean-Christophe Vitale | SE             | 330          | 26,78        | 648         | 50,50       | 15     | 4      |
|                |                        |                |              |              |             |             |        |        |
| Inscrits       | Inscrits               | Inscrits       | 1 582        | 100,00       | 1 582       | 100,00      |        |        |
| Abstentions    | Abstentions            | Abstentions    | 317          | 20,04        | 264         | 16,69       |        |        |
| Votants        | Votants                | Votants        | 1 265        | 79,96        | 1 318       | 83,31       |        |        |
| Blancs et nuls | Blancs et nuls         | Blancs et nuls | 33           | 2,61         | 35          | 2,66        |        |        |
| Exprimés       | Exprimés               | Exprimés       | 1 232        | 97,39        | 1 283       | 97,34       |        |        |

### Tresserve
- Maire sortant : Jean-Claude Loiseau
- 23 sièges à pourvoir au conseil municipal (population légale 2011 : 3 124 habitants)
- 2 sièges à pourvoir au conseil communautaire (CA Grand Lac)

|                          | Jean-Claude Loiseau * | SE             | 951   | 100,00 | 23 | 2 |  |  |
|                          |                       |                |       |        |    |   |  |  |
| Inscrits                 | Inscrits              | Inscrits       | 2 643 | 100,00 |    |   |  |  |
| Abstentions              | Abstentions           | Abstentions    | 1 528 | 57,81  |    |   |  |  |
| Votants                  | Votants               | Votants        | 1 115 | 42,19  |    |   |  |  |
| Blancs et nuls           | Blancs et nuls        | Blancs et nuls | 164   | 14,71  |    |   |  |  |
| Exprimés                 | Exprimés              | Exprimés       | 951   | 85,29  |    |   |  |  |
| * Liste du maire sortant |                       |                |       |        |    |   |  |  |

### Ugine
- Maire sortant : Frank Lombard
- 29 sièges à pourvoir au conseil municipal (population légale 2011 : 7 075 habitants)
- 7 sièges à pourvoir au conseil communautaire (CA Arlysère)

|                          | Franck Lombard * | DVD            | 2 130 | 74,26  | 26 | 6 |  |  |
|                          | Agnès Crepy      | DVG            | 738   | 25,73  | 3  | 1 |  |  |
|                          |                  |                |       |        |    |   |  |  |
| Inscrits                 | Inscrits         | Inscrits       | 4 837 | 100,00 |    |   |  |  |
| Abstentions              | Abstentions      | Abstentions    | 1 788 | 36,97  |    |   |  |  |
| Votants                  | Votants          | Votants        | 3 049 | 63,03  |    |   |  |  |
| Blancs et nuls           | Blancs et nuls   | Blancs et nuls | 181   | 5,94   |    |   |  |  |
| Exprimés                 | Exprimés         | Exprimés       | 2 868 | 94,06  |    |   |  |  |
| * Liste du maire sortant |                  |                |       |        |    |   |  |  |

### Val-d'Isère
- Maire sortant : Marc Bauer
- 19 sièges à pourvoir au conseil municipal (population légale 2011 : 1 602 habitants)
- 5 sièges à pourvoir au conseil communautaire (CC de Haute-Tarentaise)

|                          | Marc Bauer *   | SE             | 579   | 56,10  | 15 | 4 |  |  |
|                          | Patrick Martin | SE             | 453   | 43,89  | 4  | 1 |  |  |
|                          |                |                |       |        |    |   |  |  |
| Inscrits                 | Inscrits       | Inscrits       | 1 402 | 100,00 |    |   |  |  |
| Abstentions              | Abstentions    | Abstentions    | 317   | 22,61  |    |   |  |  |
| Votants                  | Votants        | Votants        | 1 085 | 77,39  |    |   |  |  |
| Blancs et nuls           | Blancs et nuls | Blancs et nuls | 53    | 4,88   |    |   |  |  |
| Exprimés                 | Exprimés       | Exprimés       | 1 032 | 95,12  |    |   |  |  |
| * Liste du maire sortant |                |                |       |        |    |   |  |  |

### Valloire
- Maire sortant : Christian Grange
- 15 sièges à pourvoir au conseil municipal (population légale 2011 : 1 249 habitants)
- 5 sièges à pourvoir au conseil communautaire (CC Maurienne-Galibier)

|                          | Jean-Pierre Rougeaux | SE             | 435   | 52,15  | 12 | 4 |  |  |
|                          | Christian Grange *   | SE             | 250   | 29,97  | 2  | 1 |  |  |
|                          | Gérard Vuillermet    | SE             | 149   | 17,86  | 1  |   |  |  |
|                          |                      |                |       |        |    |   |  |  |
| Inscrits                 | Inscrits             | Inscrits       | 1 083 | 100,00 |    |   |  |  |
| Abstentions              | Abstentions          | Abstentions    | 207   | 19,11  |    |   |  |  |
| Votants                  | Votants              | Votants        | 876   | 80,89  |    |   |  |  |
| Blancs et nuls           | Blancs et nuls       | Blancs et nuls | 42    | 4,79   |    |   |  |  |
| Exprimés                 | Exprimés             | Exprimés       | 834   | 95,21  |    |   |  |  |
| * Liste du maire sortant |                      |                |       |        |    |   |  |  |

### Vimines
- Maire sortant : Lionel Mithieux
- 19 sièges à pourvoir au conseil municipal (population légale 2011 : 1 808 habitants)
- 2 sièges à pourvoir au conseil communautaire (CA Grand Chambéry)

|                          | Lionel Mithieux * | SE             | 640   | 100,00 | 19 | 2 |  |  |
|                          |                   |                |       |        |    |   |  |  |
| Inscrits                 | Inscrits          | Inscrits       | 1 578 | 100,00 |    |   |  |  |
| Abstentions              | Abstentions       | Abstentions    | 697   | 44,17  |    |   |  |  |
| Votants                  | Votants           | Votants        | 881   | 55,83  |    |   |  |  |
| Blancs et nuls           | Blancs et nuls    | Blancs et nuls | 241   | 27,36  |    |   |  |  |
| Exprimés                 | Exprimés          | Exprimés       | 640   | 72,64  |    |   |  |  |
| * Liste du maire sortant |                   |                |       |        |    |   |  |  |

### Viviers-du-Lac
- Maire sortant : Robert Aguettaz
- 19 sièges à pourvoir au conseil municipal (population légale 2011 : 2 088 habitants)
- 2 sièges à pourvoir au conseil communautaire (CA Grand Lac)

|                          | Robert Aguettaz * | SE             | 646   | 100,00 | 19 | 2 |  |  |
|                          |                   |                |       |        |    |   |  |  |
| Inscrits                 | Inscrits          | Inscrits       | 1 556 | 100,00 |    |   |  |  |
| Abstentions              | Abstentions       | Abstentions    | 823   | 52,89  |    |   |  |  |
| Votants                  | Votants           | Votants        | 733   | 47,11  |    |   |  |  |
| Blancs et nuls           | Blancs et nuls    | Blancs et nuls | 87    | 11,87  |    |   |  |  |
| Exprimés                 | Exprimés          | Exprimés       | 646   | 88,13  |    |   |  |  |
| * Liste du maire sortant |                   |                |       |        |    |   |  |  |

### Voglans
- Maire sortant : Yves Mercier
- 19 sièges à pourvoir au conseil municipal (population légale 2011 : 1 695 habitants)
- 2 sièges à pourvoir au conseil communautaire (CA Grand Lac)

| Tête de liste            | Tête de liste   | Liste          | Premier tour | Premier tour | Second tour | Second tour | Sièges | Sièges |
| Tête de liste            | Tête de liste   | Liste          | Voix         | %            | Voix        | %           | CM     | CC     |
| ------------------------ | --------------- | -------------- | ------------ | ------------ | ----------- | ----------- | ------ | ------ |
|                          | Yves Mercier *  | SE             | 341          | 37,67        | 373         | 39,01       | 14     | 2      |
|                          | Marcel Girardin | SE             | 290          | 32,04        | 322         | 33,68       | 3      |        |
|                          | Hervé Bouvier   | SE             | 274          | 30,27        | 261         | 27,30       | 2      |        |
|                          |                 |                |              |              |             |             |        |        |
| Inscrits                 | Inscrits        | Inscrits       | 1 260        | 100,00       | 1 260       | 100,00      |        |        |
| Abstentions              | Abstentions     | Abstentions    | 330          | 26,19        | 293         | 23,25       |        |        |
| Votants                  | Votants         | Votants        | 930          | 73,81        | 967         | 76,75       |        |        |
| Blancs et nuls           | Blancs et nuls  | Blancs et nuls | 25           | 2,69         | 11          | 1,14        |        |        |
| Exprimés                 | Exprimés        | Exprimés       | 905          | 97,31        | 956         | 98,86       |        |        |
| * Liste du maire sortant |                 |                |              |              |             |             |        |        |

### Yenne
- Maire sortant : Maurice Michaud
- 23 sièges à pourvoir au conseil municipal (population légale 2011 : 2 960 habitants)
- 9 sièges à pourvoir au conseil communautaire (CC de Yenne)

|                | René Padernoz          | SE             | 766   | 53,94  | 18 | 7 |  |  |
|                | Patrick Million Brodaz | SE             | 654   | 46,05  | 5  | 2 |  |  |
|                |                        |                |       |        |    |   |  |  |
| Inscrits       | Inscrits               | Inscrits       | 2 100 | 100,00 |    |   |  |  |
| Abstentions    | Abstentions            | Abstentions    | 602   | 28,67  |    |   |  |  |
| Votants        | Votants                | Votants        | 1 498 | 71,33  |    |   |  |  |
| Blancs et nuls | Blancs et nuls         | Blancs et nuls | 78    | 5,21   |    |   |  |  |
| Exprimés       | Exprimés               | Exprimés       | 1 420 | 94,79  |    |   |  |  |